# Jaguar R4
Der Jaguar R4 ist ein Formel-1-Rennwagen, mit dem Jaguar an der Formel-1-Weltmeisterschaft 2003 teilnahm. Er wurde von Mark Webber, Antonio Pizzonia und Justin Wilson pilotiert.